# August Hanning
August Hanning (* 16. Februar 1946 in Nordwalde) ist ein parteiloser deutscher Beamter im Ruhestand und Geschäftsmann. Von 1998 bis 2005 war er Präsident des Bundesnachrichtendienstes (BND). Zuletzt war er bis zum 10. November 2009 als Staatssekretär im Bundesministerium des Innern tätig.

## Ausbildung und Beruf
Hanning studierte bis 1975 Rechtswissenschaften in Freiburg im Breisgau und Münster. Seine Promotion über ein umweltschutzrechtliches Thema folgte im Anschluss daran ebenfalls in Münster. Ab 1976 arbeitete er als Referent in der Finanzverwaltung Nordrhein-Westfalen, ab 1977 war er als Referent im Bundesministerium des Innern tätig. Im Jahr 1981 wechselte er ins Bonner Bundeskanzleramt, wo er zunächst im Umweltressort tätig war. Von 1986 bis 1990 diente Hanning als Geheimschutzbeauftragter an der Ständigen Vertretung der Bundesrepublik Deutschland in Ost-Berlin. In dieser Funktion war er auch für den Häftlingsfreikauf zuständig. Im Jahr 1990 wechselte er zurück zum Bundeskanzleramt, wo er enger Mitarbeiter des Beauftragten für die Nachrichtendienste des Bundes, Bernd Schmidbauer, wurde. 1996 wurde er dort zum Abteilungsleiter und Koordinator der Nachrichtendienste des Bundes ernannt.
Am 17. Dezember 1998 wurde er Nachfolger von Hansjörg Geiger als Präsident des Bundesnachrichtendienstes. In seine Amtszeit fiel die Entscheidung des Umzugs des BND von Pullach nach Berlin. Hanning vertrat die Auffassung, dass sich der Geheimdienst auch örtlich nah bei der Regierung befinden solle. Er fasste den BND als Dienstleister der Bundesregierung auf. Für seine Arbeit erntete er einerseits besonderes Lob für die Zusammenarbeit mit anderen Behörden, andererseits wurde ihm Bundesnachrichtendienst-intern vorgeworfen, sich zu wenig um die Belange der Mitarbeiter zu kümmern. Der bayerische Innenminister Günther Beckstein bezeichnet ihn als „eine seiner wichtigsten Stützen“.
Nach dem Amtsantritt von Angela Merkel als Bundeskanzlerin wechselte Hanning zum 1. Dezember 2005 als Staatssekretär ins Bundesministerium des Innern und erhielt die Zuständigkeitsbereiche Polizeiangelegenheiten, Angelegenheiten der Bundespolizei, Innere Sicherheit, Migration, Integration, Flüchtlinge, Europäische Harmonisierung, Krisenmanagement und BOS-Funk. Mit Wirkung vom 10. November 2009 wurde er in den einstweiligen Ruhestand versetzt. Sein Nachfolger wurde Klaus-Dieter Fritsche.

## Amtszeit als BND-Präsident

### Massenvernichtungswaffen im Irak
Im Dezember 2002 schrieb Hanning dem Leiter der CIA, George Tenet, in einem Brief, dass die Angaben des Informanten Curveball über irakische Massenvernichtungswaffen nicht bestätigt werden konnten. Dennoch präsentierte US-Außenminister Colin Powell diese unsichere Quelle im Februar 2003 dem UN-Sicherheitsrat als Begründung für den Irakkrieg.

### Guantanamo und Fall Kurnaz
Im Falle des von 2002 bis 2006 im Gefangenenlager Guantanamo inhaftierten Murat Kurnaz, eines in Deutschland geborenen und aufgewachsenen türkischen Staatsbürgers, soll sich Hanning nach Medienberichten im Jahre 2002 gegen eine Rückkehr Kurnaz’ in die Bundesrepublik ausgesprochen haben, als die US-Amerikaner angeboten haben sollen, Kurnaz freizulassen. Dabei sei selbst der Bundesnachrichtendienst Ende 2002 nach einer Vernehmung von Kurnaz durch deutsche Beamte auf Guantanamo zur Überzeugung gekommen, dass Kurnaz völlig unschuldig sei. Indem er sich „für eine Einreisesperre für Deutschland“ ausgesprochen hatte, habe Hanning jedoch dafür plädiert, dass die Vereinigten Staaten Kurnaz in die Türkei und nicht nach Deutschland abschieben sollten. Die Vereinigten Staaten hätten daraufhin ihr Angebot zurückgezogen.
Zwei Untersuchungsausschüsse des Bundestages („Ausschuss zur Untersuchung zur angeblichen Bespitzelung von Journalisten durch den BND“ und „Ausschuss zur Untersuchung von BND-Aktivitäten im Irak und CIA-Flügen im Inland“) wollten Hanning als Zeugen vernehmen.

## Positionen
Im Oktober 2015 meldete Hanning sich mit einem „10-Punkte-Programm“ zu Wort, in dem er skizzierte, mit welchen Maßnahmen die deutsche Bundesregierung in der „gegenwärtigen Migrationskrise“ operieren solle. Für Hanning war hierbei die Rückgewinnung der Kontrolle über die deutschen Grenzen die wichtigste Maßnahme, neben der „strikten Anwendung des nationalen und supranationalen Rechts“. Daneben forderte er u. a. die „Beschränkung des Familiennachzuges“ sowie eine „Residenzpflicht für Migranten, verbunden mit Leistungskürzungen beziehungsweise dem Ausschluss von Leistungen bei Verletzung der Residenzpflicht“.

## Mitgliedschaften und Geschäftstätigkeiten
Ab Dezember 2009 war Hanning Mitglied des Aufsichtsrates der Bundesdruckerei. Er betreibt gemeinsam mit seiner Frau die Firma Hanning Consult, die zuletzt ein Eigenkapital von über 2,5 Millionen Euro vorweisen konnte. Außerdem ist er Russlandchef der britischen Beratungsfirma G3, Mitglied der Geschäftsleitung der Sicherheitsfirma System 360 AG, Präsident der System-360-AG-Mutterfirma Pluteos AG und Mitglied des Vorstandes des Deutsch-Aserbaidschanischen Forums.
Seit 2017 ist Hanning Mitglied im Aufsichtsrat der lettischen PNB Banka in Riga. Im Oktober 2021 wurde bekannt, dass der Insolvenzverwalter des Kreditinstituts von Hanning und acht weiteren Verantwortlichen insgesamt 32 Millionen Euro Schadensersatz fordert, also im Durchschnitt 3,5 Millionen pro Person.

## Auszeichnungen
- 2003: Großes Goldenes Ehrenzeichen für Verdienste um die Republik Österreich[11]

## Familie
August Hanning ist verheiratet und hat drei Töchter.